# Вулиця Віктора Чміленка
Вулиця Віктора Чміленка — вулиця в Фортечному та Подільському районах міста Кропивницького.
Вулиця пролягає від ринку «Босфор» до мікрорайону Велика Балка. До вулиці Чміленка прилягає вулиця Фрунзе, перетинають вулиці Кавалерійська, Нейгауза, Шульгиних, Володимира Панченка, В'ячеслава Чорновола, Велика Перспективна, Пашутінська, Арсенія Тарковського, Михайлівська, Архангельська, Карабінерна, Кропивницького.
До 1923 року ця вулиця носила назву Московська, у 1923–2014 роках — Дзержинського на честь Ф.Е. Дзержинського. 24 лютого 2014 року перейменована на честь фермера з Кіровоградщини, що загинув під час Євромайдану.
На вулиці знаходяться хоральна синагога міста, Перша міська музична школа і музей Нейгауза (останні два у будинку № 65).

## Галерея

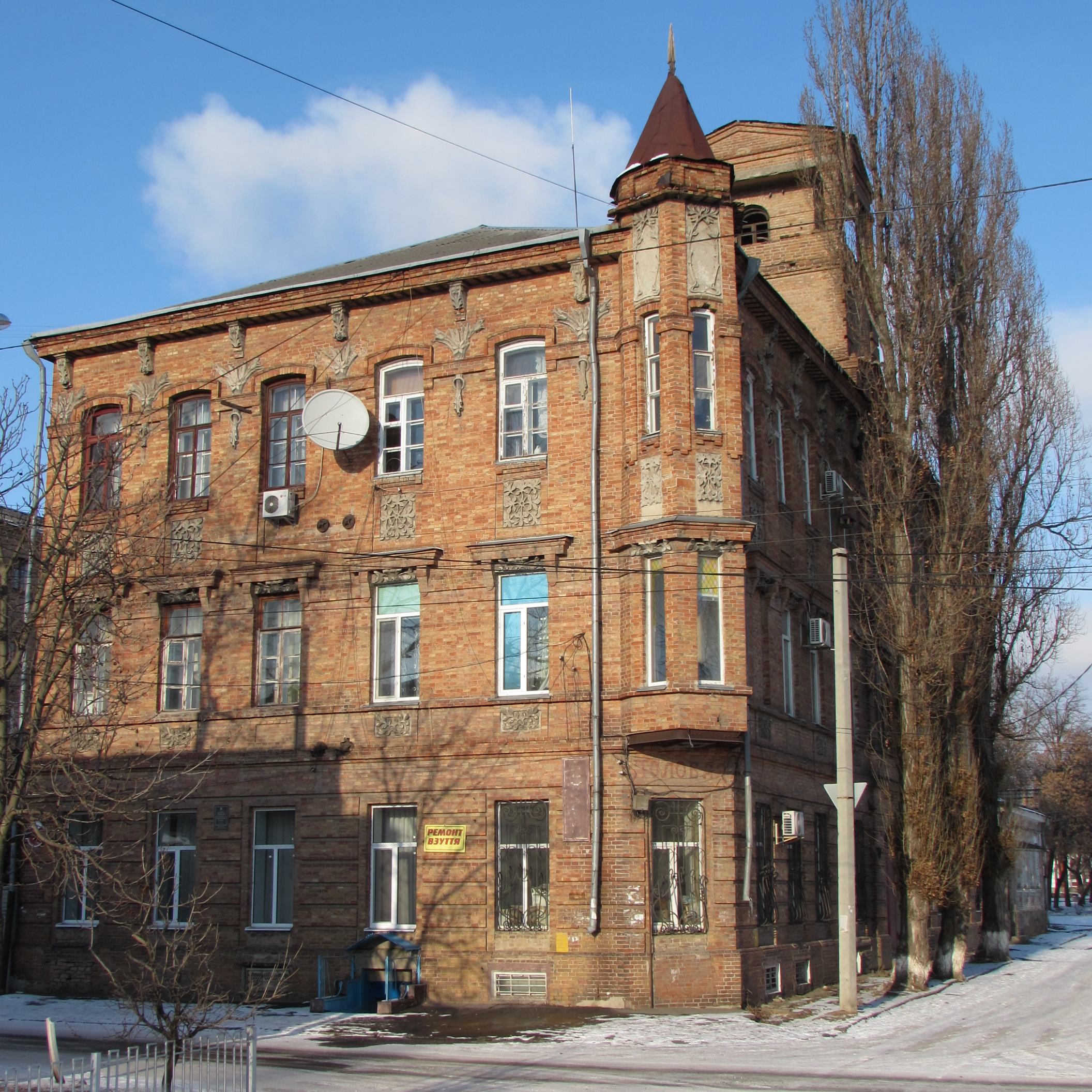
Чміленка, 29 дріб 6.
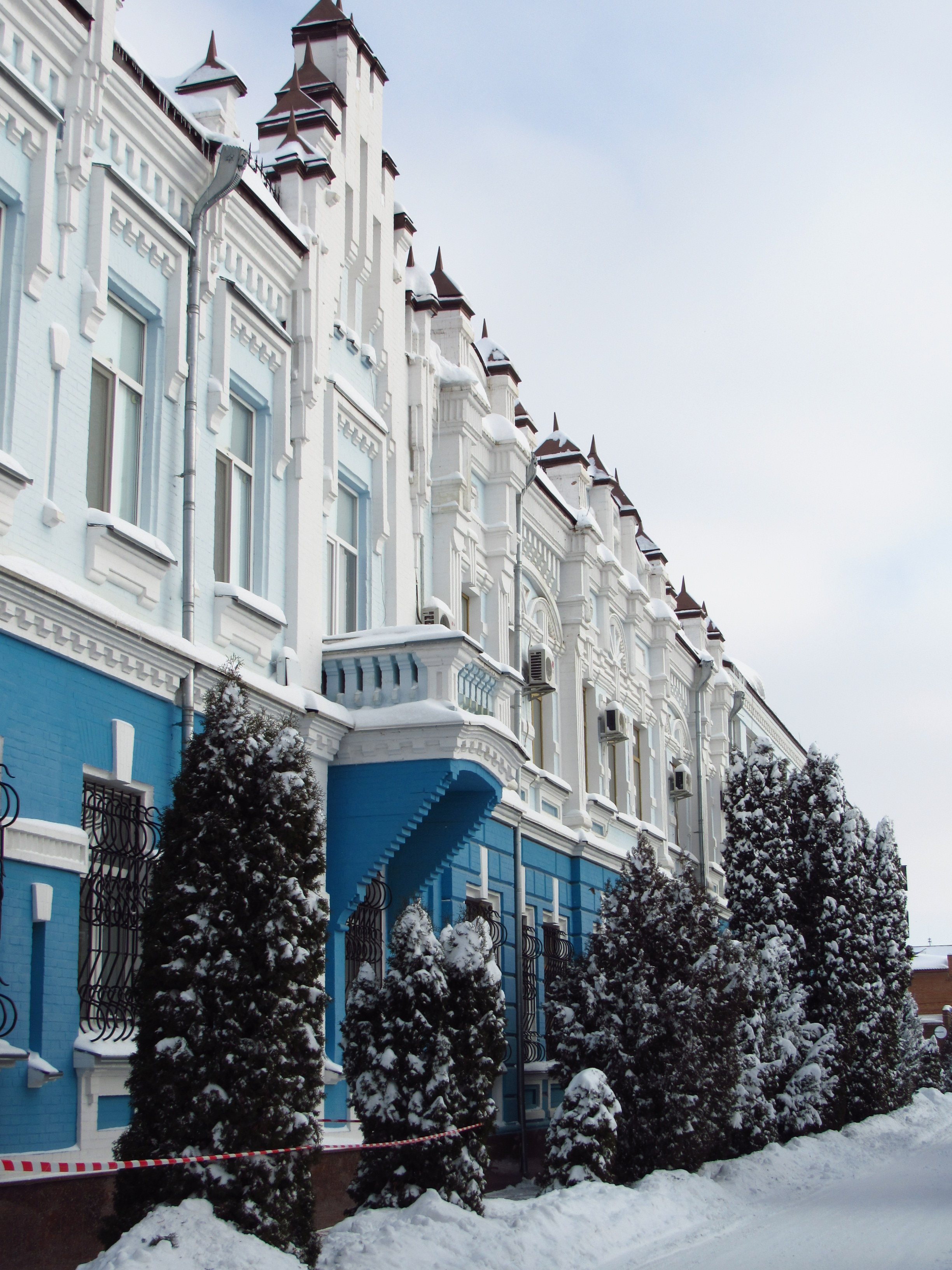
Чміленка, 41
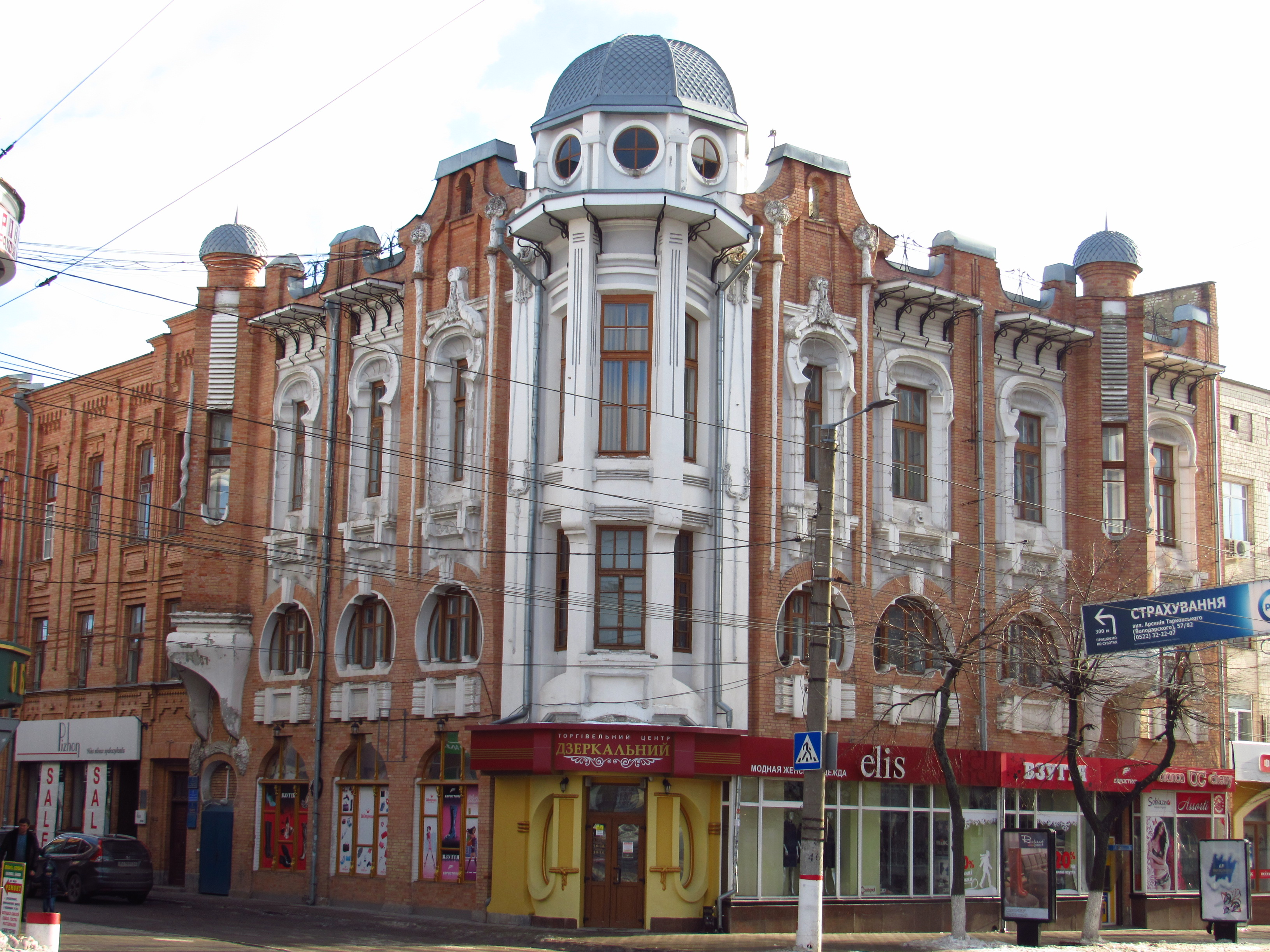
Чміленка, 84 дріб 37
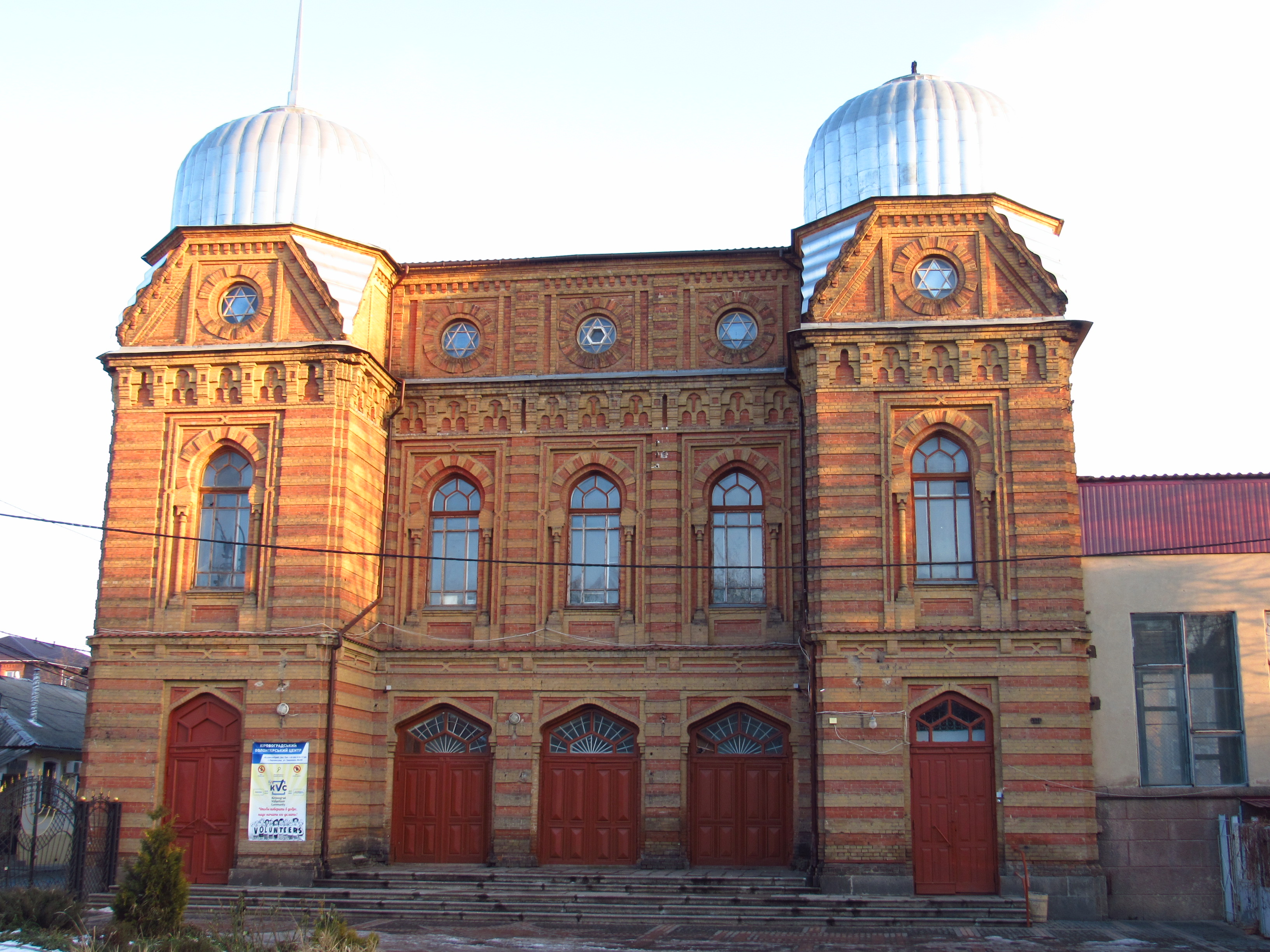
Синагога
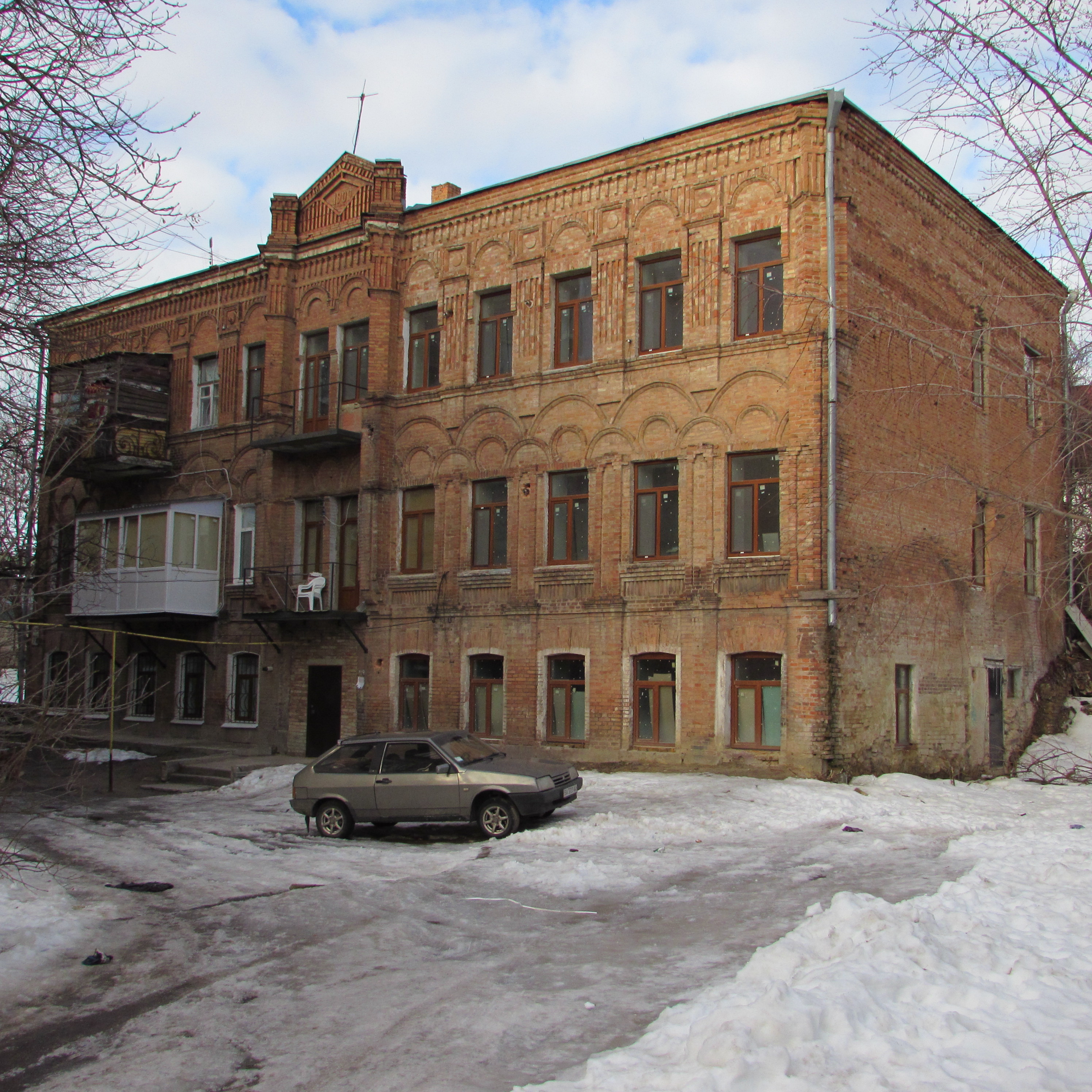
Чміленка, 73

## Джерело
- Матівос Ю. М. Вулицями рідного міста, Кіровоград: ТОВ «Імекс-ЛТД», стор. 12-13